# Alexander Randall
Pour les articles homonymes, voir Randall.
Alexander Williams Randall, né le 31 octobre 1819 à Ames (New York) et mort le 26 juillet 1872 à Elmira (New York), est un avocat, juge et homme politique américain. Membre du Parti whig, Parti démocrate, du Parti du sol libre puis du Parti républicain, il est gouverneur du Wisconsin entre 1858 et 1862, ambassadeur des États-Unis auprès des États pontificaux en 1862 puis Postmaster General des États-Unis entre 1866 et 1869 dans l'administration du président Andrew Johnson.

## Biographie
Alexander Randall est élu à l'Assemblée de l'État du Wisconsin en 1855. De 1855 à 1857, il est juge de circuit à Milwaukee.
Il est élu gouverneur en 1857 sous la bannière républicaine, puis réélu en 1859. Il est le premier d'une longue lignée de gouverneurs républicains du Wisconsin.
Avant même le début de la guerre civile, il est un ardent abolitionniste et propose que le Wisconsin quitte l'Union dans l'hypothèse où Abraham Lincoln serait battu à la présidence. Une fois la guerre commencée, il se distingue en levant 18 régiments, 10 batteries d'artillerie et trois unités de cavalerie pour l'armée de l'Union.
En 1861, le président Abraham Lincoln le nomme ministre plénipotentiaire au Vatican, et, en 1863, directeur général adjoint des postes. Le président Andrew Johnson le nomme ministre des Postes des États-Unis en 1866 ; il conserve cette fonction jusqu'en 1869. Lorsque Johnson est menacé de destitution, Randall lui témoigne sa fidélité et contribue à sa défense.
Après avoir quitté le gouvernement fédéral, il déménage à Elmira dans l'État de New York, où il poursuit sa carrière professionnelle juridique. Il y meurt le 26 juillet 1872.